# White Rock Conservation Park
Pour les articles homonymes, voir White Rock.

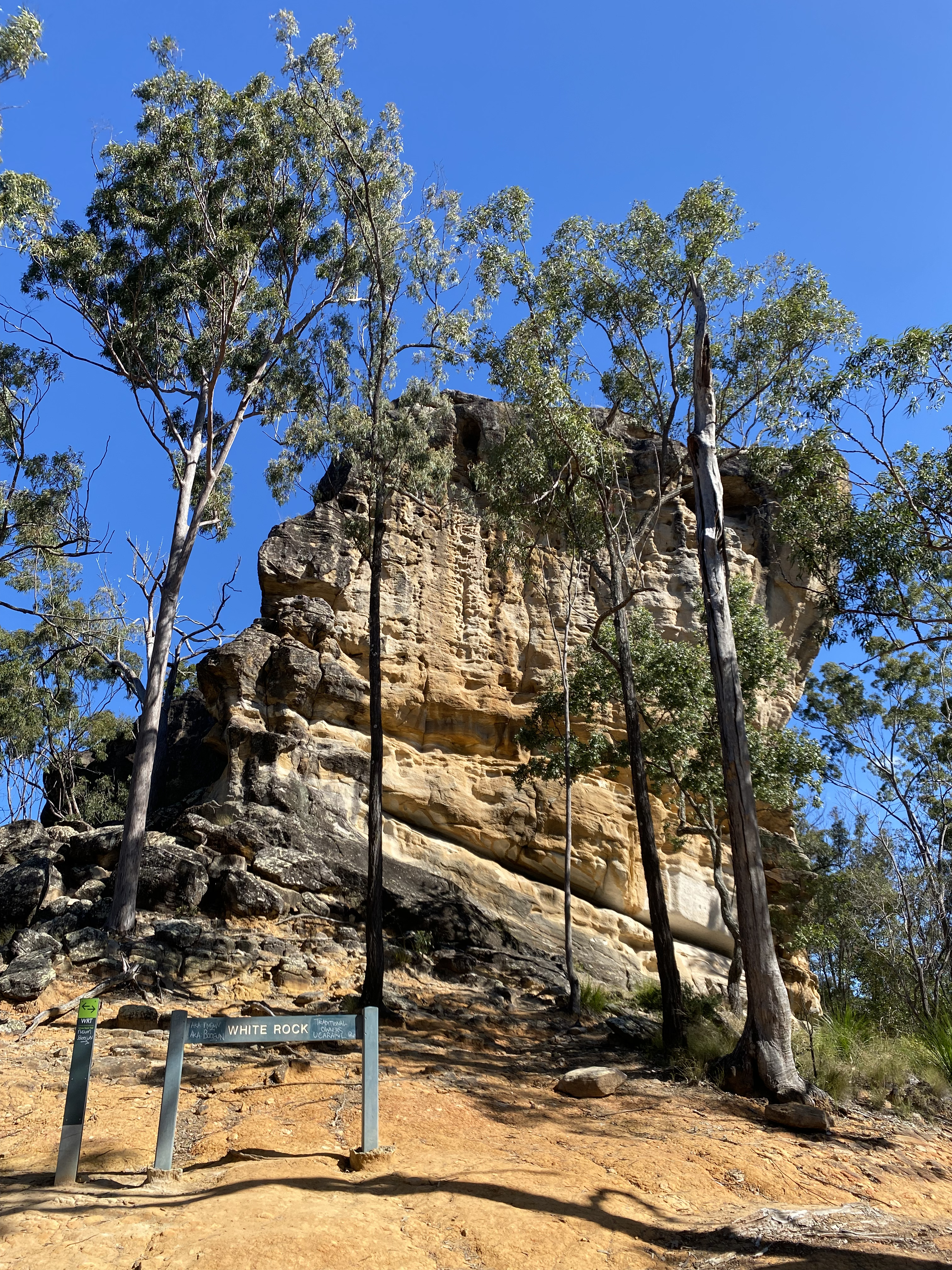
White Rock, formation rocheuse naturelle du White Rock Conservation Park.

White Rock Conservation Park est un parc situé dans le Queensland en Australie, à 30 km au sud-ouest de Brisbane.
Le rocher ayant donné son nom au parc est couvert de graffitis, certains datant de 1919.
Le site a été utilisé pour l'entrainement des forces armées américaines dans les années 1940.